# Ferdinand Karvaš
Ferdinand Karvaš, také Karvas (2. června 1892 – 9. ledna 1945, Nemecká) byl slovenský lékař.

## Životopis
Působil jako praktický lékař na Horní ulici v Banské Bystrici. Byl rasově pronásledován, oběť fašistického teroru. Po potlačení SNP byl s manželkou v Banské Bystrici německými bezpečnostními orgány zatčen (18. prosince 1944), vězněn, popraven v Nemecké (9. ledna 1945). Oba mají pamětní kámen zmizelých v chodníku v banskobystrické Horní ulici.